# Irmingard Grünwald
Irmingard Grünwald (auch Kühl-Grünwald; * 5. August 1912 in Bisamberg; † 8. Juni 1986 in München) war eine deutsche Malerin.

## Leben und Werk
Irmingard Grünwald studierte 1934/1935 bei Richard Müller an der Dresdner Akademie der Bildenden Künste. Dann arbeitete sie in Dresden als selbständige Sportlehrerin. Daneben betätigte sie sich als Malerin. Das Adressbuch verzeichnete sie z. B. 1939 als Irmingard Lilo Grünwald, Turnlehrerin, in der Bautzner Straße 33 und 1943/1944 in der Reißiger Straße 6. Dieses Haus fiel den Luftangriffen auf Dresden zum Opfer.
1948 heiratete Irmingard Grünwald den Maler Johannes Kühl und führte nun den Namen Kühl-Grünwald. Sie arbeitete vor allem als Künstlerin und hatte in der DDR Ausstellungen. 1958 zog sie nach Hamburg. Die Ehe mit Kühl wurde geschieden.
In der Bundesrepublik arbeitete Irmingard Grünwald als freischaffende Künstlerin erst in Hamburg und dann in München.

## Museen und öffentliche Sammlungen mit Werken Irmingard Grünwalds (möglicherweise unvollständig)
- Dresden: Galerie Neue Meister
- Dresden: Kustodie der TU Dresden
- München: Städtische Galerie im Lenbachhaus[1]

## Weitere Werke (Auswahl)
- Stillleben mit blauer Vase und Quitten (Öl; 1952 auf der Mittelsächsischen Kunstausstellung)
- Blumen vor dem Fenster (Öl, 51,5 × 55,5 cm)[2]
- Portrait Johannes Kühl (Öl, 33 × 41 cm)
- Sommerstrauß (1952, Öl)[3][4]
- Flüchtlinge im Keller (um 1957, Öl, 50,5 × 70,5 cm)[5]
- Mädchen mit Hut (Bleistiftzeichnung, 64 × 48 cm; auf der Vierten Deutsche Kunstausstellung)

## Ausstellungen (unvollständig)

### Einzelausstellungen
- 1986: Dresden, Kunstausstellung Kühl

### Gruppenausstellungen
- 1952 und 1953: Chemnitz, Schlossbergmuseum (Mittelsächsische Kunstausstellung)
- 1956: Dresden, Albertinum („750 Jahre Dresden. Kunstausstellung Dresdner und Stuttgarter Künstler“)
- 1957: Dresden, Albertinum („Bezirksausstellung Dresden. Zu Ehren des 40. Jahrestages der sozialistischen Oktoberrevolution“)
- 1958: Dresden, Vierte Deutsche Kunstausstellung
- postum: 1999/2000: München, Städtische Galerie im Lenbachhaus („Das Gedächtnis öffnete seine Tore. Die Kunst der Gegenwart im Lenbachhaus München“)

## Weblink
- https://bildatlas-ddr-kunst.de/person/1077